# تاتارخان‌کند
تاتارخان‌کند (به لاتین: Tatarkhankent) یک منطقهٔ مسکونی در روسیه است که در داغستان واقع شده‌است.